# Félicien Chapuis

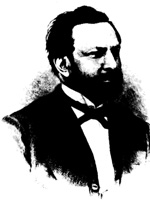
Félicien Chapuis

Félicien Chapuis (* 29. April 1824 in Verviers; † 30. September 1879 in Heusy bei Verviers) war ein belgischer Arzt und Entomologe.

## Leben
Chapuis war der Sohn eines Arztes. Nach dem Abitur ging er nach Bonn, um die deutsche Sprache zu erlernen. Chapuis war schon als Jugendlicher an Naturkunde und Biologie interessiert. Er studierte Medizin an der Universität Lüttich, wo er sich mit dem ebenfalls an Entomologie interessierten Ernest Candèze befreundete, der ebenfalls Arzt wurde. Beide interessierten sich für Käfer und wurden durch ihren Zoologieprofessor Jean Théodore Lacordaire zu wissenschaftlichen Arbeiten angeregt (speziell eine Untersuchung über Käferlarven). Nach seinem Studium war er ab 1852 an Krankenhäusern in Paris und ließ sich danach als Arzt in seiner Geburtsstadt nieder. Chapuis war neben seinem Beruf als Arzt ein bekannter Entomologe. Er wurde sowohl in Naturwissenschaften (1848) als auch in Medizin promoviert. Er vollendete das monumentale Werk Histoire naturelle des insectes. Genera des Coléoptères über Käfer von Théodore Lacordaire (Teile 10–12, 1874–1876) nach dessen Tod.
Er interessierte sich auch für Botanik (veröffentlichte darüber aber nichts) und schrieb ein Buch über die Orientierung von Tauben.
1858 wurde er korrespondierendes und 1865 volles Mitglied der Königlich Belgischen Akademie der Wissenschaften. 1872 erhielt er das Ritterkreuz des Leopoldsordens.

## Schriften
Neben den schon erwähnten Büchern: 
- „Monographie des platypides“, Mémoires de la Société des Sciences de Liège, Band 20, 1866 (Platypodidae, Kernholzkäfer)
- „Synopsis des Scolytides“, Mémoires de la Société des Sciences de Liège, Band 22, 1869 (Borkenkäfer)